# Hoàng Lâm Tùng
Hoàng Lâm Tùng (sinh ngày 29 tháng 6 năm 1974) là một diễn viên sân khấu và truyền hình người Việt Nam, ông được biết đến khi thể hiện hình ảnh Đại tướng Võ Nguyên Giáp trong bộ phim Sống cùng lịch sử. Ông được Nhà nước Việt Nam phong tặng danh hiệu Nghệ sĩ nhân dân vào năm 2023.

## Cuộc đời
Hoàng Lâm Tùng sinh ngày 29 tháng 6 năm 1974 tại Tuyên Quang.
Ông thi vào trường Đại học Tài chính - Kế toán Hà Nội, nhưng khi bạn bè thi vào Đại học Sân khấu – Điện ảnh Hà Nội, ông cũng thi cùng. Khi học được một tháng tại Đại học Tài chính thì ông nhận được giấy gọi của trường Sân khấu Điện ảnh. Ông nghỉ học tại trường đại học tài chính và chuyển sang học diễn viên.
Tốt nghiệp và ra trường vào năm 1997, Lâm Tùng được vào biên chế Nhà hát Kịch Việt Nam. Thời gian đầu, ông chưa gây được chú ý bởi chỉ thường được các đạo diễn giao cho một vài dạng vai lặp lại. Chỉ đến khi đóng một nhân vật giả gái trong vở kịch Hợp đồng mãnh thú kịch bản của Lê Hoàng, đạo diễn bởi Anh Tú, Lâm Tùng mới tạo được dấu ấn riêng. Vai diễn được đánh giá cao nhất của ông là nhân vật Cận, một vai phản diện trong vở Chia tay hoàng hôn tác giả kịch bản Sỹ Hanh, đạo diễn bởi Xuân Huyền. Đến năm 2008, ông được bầu làm Đoàn phó Đoàn kịch 2.
Năm 2013, Lâm Tùng học thêm khóa đạo diễn và tốt nghiệp vào năm 2016, vở kịch Khát vọng do Nghệ sĩ ưu tú Tạ Xuyên chuyển thể từ truyện ngắn Mùa hoa cải bên sông của nhà văn Nguyễn Quang Thiều là tác phẩm mà Lâm Tùng dàn dựng thi tốt nghiệp. Vở diễn Khát vọng được Nhà hát Kịch Việt Nam mua lại và bổ sung vào danh mục biểu diễn. Năm 2016, vở kịch này ra mắt và giành được một giải Bạc; năm 2018, vở kịch lại có thêm 6 giải thưởng tại Liên hoan Sân khấu thanh niên La Hồ - Thẩm Quyến.
Năm 2018 và 2021, Lâm Tùng lần lượt được bầu làm đoàn phó rồi đoàn trưởng Đoàn kịch Cổ điển của Nhà hát Kịch Việt Nam.

## Tác phẩm

### Điện ảnh
| Năm  | Tựa đề                  | Vai diễn       | Đạo diễn         | Ghi chú | Nguồn |
| ---- | ----------------------- | -------------- | ---------------- | ------- | ----- |
| 2000 | Mùa hè chiếu thẳng đứng | Toàn           | Trần Anh Hùng    |         |       |
| 2013 | Sống cùng lịch sử       | Võ Nguyên Giáp | Nguyễn Thanh Vân |         |       |
| 2015 | Cuộc đời của Yến        | Hạnh           | Đinh Tuấn Vũ     |         |       |

### Truyền hình
| Năm  | Tựa đề                    | Vai diễn         | Phát sóng            | Định dạng            | Nguồn |
| ---- | ------------------------- | ---------------- | -------------------- | -------------------- | ----- |
| 1996 | Khao khát tình thương     |                  |                      |                      |       |
| 1997 | Những người bạn học       |                  | Điện ảnh truyền hình |                      |       |
| 1998 | Khi người cha lâm nạn     | Hùng             | Điện ảnh truyền hình | Hanoi                |       |
| 1998 | Gà ô tử mỵ                |                  | Điện ảnh truyền hình | VTV                  |       |
| 1999 | Cảnh sát hình sự          |                  | Ngắn tập             | VTV                  |       |
| 1999 | Những mảnh đời ngang trái | Quang            | Ngắn tập             | Hanoi                |       |
| 2000 | Nước mắt đàn ông          |                  | VTV                  | Điện ảnh truyền hình |       |
| 2000 | Bức đại tự                | Hoàng            | VTV                  | Điện ảnh truyền hình |       |
| 2001 | Người dưng                | Hùng             | Hanoi                | Điện ảnh truyền hình |       |
| 2002 | Hương bạc hà              |                  |                      |                      |       |
| 2002 | Nhà có cổng sắt           |                  | VTV                  | Điện ảnh truyền hình |       |
| 2003 | Đi qua cổng làng          |                  | HTV                  | Điện ảnh truyền hình |       |
| 2003 | Chuyện xảy ra trước tết   | Thắng            | VTV                  | Điện ảnh truyền hình |       |
| 2003 | Món quà đến từ giấc mơ    |                  | VTV                  | Điện ảnh truyền hình |       |
| 2003 | Nữ phóng viên             | Quang            | VTV                  | Điện ảnh truyền hình |       |
| 2003 | Bạn cùng lứa              |                  | Hanoi                | Điện ảnh truyền hình |       |
| 2004 | Một cuộc phỏng vấn        |                  | Hanoi                | Điện ảnh truyền hình |       |
| 2004 | Tuyệt vọng                | Tuấn             | VTV                  | Điện ảnh truyền hình |       |
| 2005 | Con đường gian khổ        | Hiệu trưởng Hùng | VTV                  | Điện ảnh truyền hình |       |
| 2005 | Vượt qua thử thách        |                  | VTV                  | Dài tập              |       |
| 2005 | Minh nguyệt               | Bình             | VTV                  | Điện ảnh truyền hình |       |
| 2008 | Đầu bếp và đại gia        | Lái xe           | VTV                  | Điện ảnh truyền hình |       |
| 2008 | Nhà có nhiều cửa sổ       | Vinh             | VTV                  | Dài tập              |       |
| 2008 | Vòng nguyệt quế           | Quang            | VTV                  | Dài tập              |       |
| 2011 | Mùa tinh khôi             | Thầy giáo Hoàng  | VTV                  | Dài tập              |       |
| 2011 | Huyền sử thiên đô         | Lê Ngân Tích     | VTV                  | Dài tập              |       |
| 2014 | Biển trổ hoa vàng         | Lâm              | VTV                  | Điện ảnh truyền hình |       |
| 2013 | Trò đời                   | Kép đàn          | VTV                  | Dài tập              |       |
| 2019 | Ánh sáng trước mặt        |                  | VTV                  | Dài tập              |       |
| 2020 | Đừng bắt em phải quên     | Vũ               | VTV                  | Dài tập              |       |
| 2022 | Thương ngày nắng về       | Huấn             | VTV                  | Dài tập              |       |
| 2024 | Hoa sữa về trong gió      | Nghĩa            | VTV                  | Dài tập              |       |

## Sân khấu
- Hồi chuông cảnh tỉnh
- Ả Kave nhà hàng Macxim
- Cánh cửa hy vọng
- Hoa cúc xanh trên đầm lầy
- Ngụ ngôn năm 2000
- Đi tìm điều không mất
- Bà tỷ phú về thăm quê
- Tội lỗi
- Linh hồn đông lạnh
- Gái hạng sang
- Cạm bẫy
- Mỹ nhân và anh hùng
- Người thi hành án tử
- Hàng rào của hai nhà
- Đêm của bóng tối
- Hăm–let
- Kiều
- Lão hà tiện
- Hồng lâu mộng
- Thế sự
- Thiên mệnh
- Nghêu Sò Ốc Hến
- Cô gái và chiếc xe máy

## Giải thưởng
| Năm  | Lễ trao giải                  | Hạng mục                | Kết quả         | Nguồn |
| ---- | ----------------------------- | ----------------------- | --------------- | ----- |
| 2008 | Hội Nghệ sỹ Sân khấu Việt Nam | Diễn viên xuất sắc      | Đoạt giải       | [ 2 ] |
| 2012 | Liên hoan sân khấu toàn quốc  |                         | Huy chương vàng | [ 2 ] |
| 2014 | Liên hoan sân khấu Nam Ninh.  | Diễn viên triển vọng    | Đoạt giải       | [ 2 ] |
| 2016 |                               | Vở diễn (vở: Khát Vọng) | Giải Bạc        | [ 2 ] |
| 2017 | Hội Nghệ sỹ Sân khấu Việt Nam | Vở diễn (vở: Khát Vọng) | Giải B          | [ 2 ] |
|      | Liên hoan sân khấu Trung Quốc |                         | Đoạt giải       | [ 2 ] |
| 2018 | Liên hoan sân khấu Điền Hán   | Đạo diễn xuất sắc       | Đoạt giải       | [ 2 ] |
| 2018 | Liên hoan sân khấu Điền Hán   | Diễn viên xuất sắc      | Đoạt giải       | [ 2 ] |